# Pałac Biskupa w Nazarecie
Pałac Biskupa w Nazarecie (hebr. כנסיית ההשלכה; czasami nazywany także Kaplica Trwogi; łac. Notre Dame de l`Effroi) – ruiny kaplicy położone w mieście Nazaret, na północy Izraela.

## Historia budowli

### Tradycja chrześcijańska
Miejsce to jest ściśle związane w tradycji chrześcijańskiej z położoną na południu górą Har Kidumim. Uważa się, że góra ta jest miejscem z którego mieszkańcy Nazaretu zamierzali strącić Jezusa Chrystusa. Dlatego jest ona nazywana Górą Strącenia. Na północ od tego miejsca znajduje się wzgórze, z którego według tradycji Maria z Nazaretu obserwowała przebieg całego wydarzenia.

### Dzieje budowli
W 1860 roku prawosławny biskup Nippon wybudował w tym miejscu swoją rezydencję. W trzy lata później, w jego sąsiedztwie franciszkanie wznieśli Kaplicę Trwogi. Z czasem całość została otoczona jednym kamiennym murem i przeszła pod kontrolę cerkwi prawosławnej. Obecnie kaplica jest w stanie ruiny. W dniu 21 czerwca 2009 roku prawosławny patriarcha Jerozolimy Teofil III wmurował w pobliżu kaplicy kamień węgielny pod budowę szkoły prawosławnej.

## Opis budowli
Kaplica wznosi się na szczycie wzgórza z widokiem na Górę Strącenia. Od strony wschodniej kaplica posiada niewielki balkon, nad którym umieszczono sklepienie krzyżowe podparte na dwóch kolumnach. Pod gankiem znajduje się niewielka podziemna krypta. Wejście główne do kaplicy znajduje się od strony wschodniej. Powyżej wejścia umieszczono niewielkie okno w kształcie krzyża. Na obu bocznych ścianach są trzy pilastry i dwa stylowe okna. Obecnie budynek pozostaje opuszczony i jest w stanie ruiny.

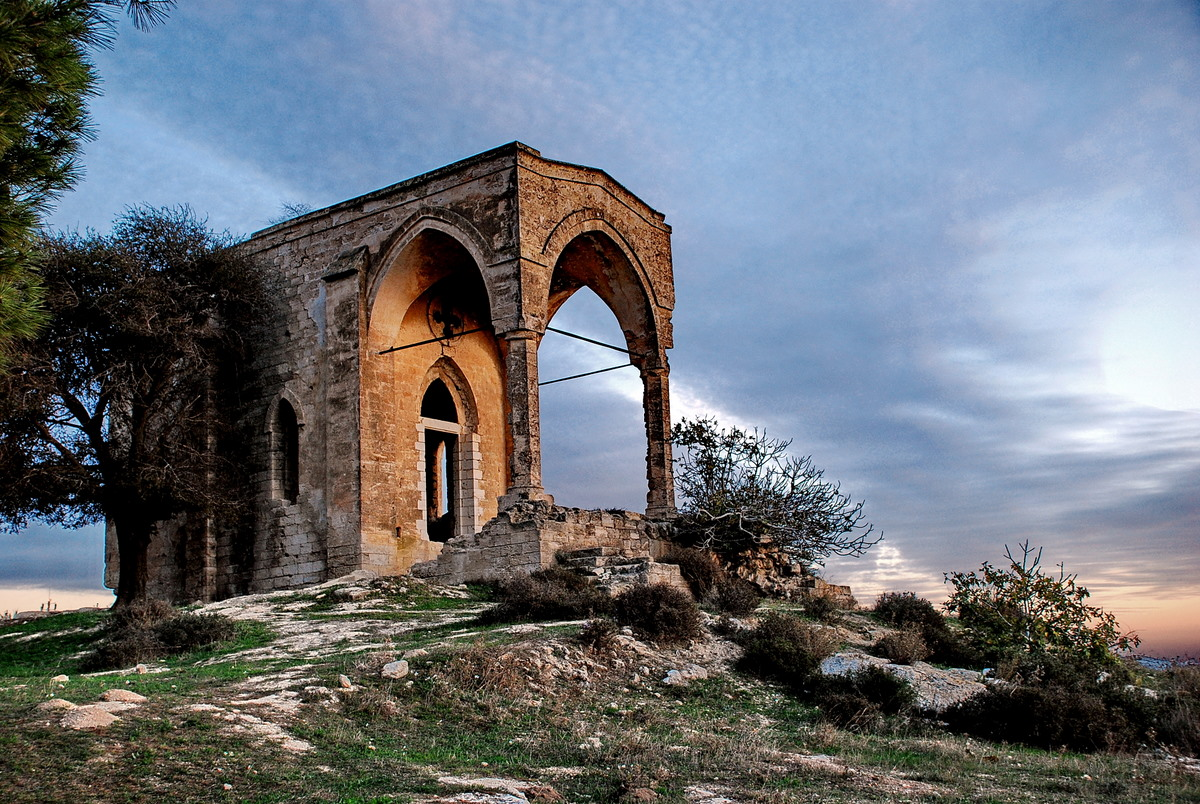
Pałac Biskupa w Nazarecie